# Dimethylether
Dimethylether (afgekort tot DME) of methoxymethaan is een gasvormige ether met een typische geur. Het wordt gebruikt als drijfgas in spuitbussen.

## Synthese
Dimethylether wordt bereid door dehydratie van methanol:
{\displaystyle {\ce {2CH3OH -> H3COCH3 + H2O}}}
Vaak worden vorming van methanol en dimethylether samen in één reactor uitgevoerd. Uitgangsmateriaal is vaak syngas (een mengsel van koolstofmonoxide en waterstofgas) dat wordt geproduceerd uit steenkool of biomassa. De synthese gebeurt dan in twee stappen: de vorming van methanol, met gebruik van een katalysator met koper-, zink- en aluminiumoxide, gevolgd door de dehydratie van methanol over een zure katalysator, meestal aluminium. Door middel van destillatie worden water en methanol gescheiden van de dimethylether, zodat een voldoende zuiver product ontstaat.

## Toepassingen

### Motorbrandstof
Dimethylether wordt onderzocht als schoon alternatief voor brandstoffen als diesel en lpg, omdat het verbrandt zonder vorming van fijne stofdeeltjes. Met name in China worden er proeven mee gedaan. DME is vooral een aantrekkelijk alternatief doordat het in dieselmotoren kan worden verbrand. Dieselmotoren zijn efficiënter dan benzinemotoren (Ottomotoren). Daarmee is de keten van bron tot wiel efficiënter dan van andere brandstoffen die van dezelfde uitgangsmaterialen kunnen worden gemaakt door middel van vergassing. Bovendien heeft DME een goede energiedichtheid vergeleken met andere alternatieven. In Nederland is er nog nauwelijks belangstelling voor dit alternatief.

### Uitgangsstof
DME is de uitgangsstof voor verschillende methylerende reagentia:
- trimethyloxoniumtetrafluorboraat

Dimethylether reageert eerst met joodmethaan waarbij het oxonium-ion gevormd wordt. De stof wordt niet geïsoleerd, maar direct met met zilvertetrafluorboraat omgezet naar het fluorboraat waarbij zilverjodide naarslaat. 
{\displaystyle \mathrm {CH_{3}OCH_{3}\ +\ CH_{3}I\ \longrightarrow \ \left[(CH_{3})_{3}O^{+}\right]I^{-}\ +\ AgBF_{4}\ \longrightarrow \ \left[(CH_{3})_{3}O^{+}\right]BF_{4}^{-}\ +\ AgI\downarrow } }
- dimethylsulfaat

Met zwaveltrioxide wordt dimethylsulfaat gevormd:
{\displaystyle {\ce {(CH3)2O + SO3 -> (CH3)2SO4}}}

### Laboratorium
Net als andere ethers kan DME gebruikt worden als oplosmiddel in de organische synthese. Nadeel van dit oplosmiddel is het lage kookpunt, waardoor speciale voorzieningen in het laboratorium nodig zijn. Anderzijds is het lage kookpunt een voordeel: het oplosmiddel is na de synthese makkelijk te verwijderen uit het reactiemengsel.